# Shitstorm
Shitstorm [ˈʃɪtstɔɹm] (zusammengesetzt aus englisch shit „Scheiße“ und storm „Sturm“) bezeichnet im Deutschen das lawinenartige Auftreten negativer Kritik bis hin zur Schmähkritik im Rahmen von sozialen Netzwerken, Blogs oder Kommentarfunktionen von Internetseiten, wobei die Kritik im Grunde auch berechtigt sein kann. Er richtet sich gegen Unternehmen, Institutionen, Einzelpersonen oder in der Öffentlichkeit aktive Personengruppen wie etwa Parteien.
Der Duden nahm das Wort 2013 auf und definiert einen Shitstorm als „Sturm der Entrüstung in einem Kommunikationsmedium des Internets, der zum Teil mit beleidigenden Äußerungen einhergeht“, für den es im Deutschen keine unmittelbare Entsprechung gebe. Die Zeitung The Guardian erklärt den Begriff als „widespread and vociferous outrage expressed on the internet“ (weitverbreitete und lautstarke Empörung im Internet).
Dabei richtet sich laut Sascha Lobo „in kurzem Zeitraum eine subjektiv große Anzahl von kritischen Äußerungen […], von denen sich zumindest ein Teil vom ursprünglichen Thema ablöst und [die] stattdessen aggressiv, beleidigend, bedrohend oder anders attackierend geführt [werden]“ gegen Personen, Unternehmen oder Institutionen. Der Begriff wurde in Deutschland zum Anglizismus des Jahres 2011 und in der Schweiz zum Wort des Jahres 2012 gewählt.

## Wortgeschichte
Im Deutschen ist (Stand 2013) mit „Shitstorm“ ausschließlich ein Internetphänomen gemeint; in der englischen Sprache bezeichnet er allgemein eine unangenehme Situation. Laut dem Sprachwissenschaftler Anatol Stefanowitsch füllt das Wort, für das es im Deutschen keine adäquate Übersetzung gebe, „eine Lücke im deutschen Wortschatz, die sich durch Veränderungen in der öffentlichen Diskussionskultur aufgetan hat“. Die deutschen Begriffe Kritik oder Sturm der Entrüstung greifen in diesem Zusammenhang zu kurz. Bei der vulgär aufgefassten Kombination aus Shit und Storm handle es sich um „einen gewollt derben Ausdruck, dem man seine Herkunft aus dem amerikanischen Slang ansieht“. Der klare Lehnwortcharakter des Wortes federe diese Derbheit so weit ab, dass das Wort auch im öffentlichen Sprachgebrauch akzeptiert sei. Eine vergleichbare übertragende Redewendung aus dem Englischen ist etwa Shit happens („Scheiße passiert“).
In der englischsprachigen Literatur findet sich der Begriff zum ersten Mal im Jahr 1940 in Gordon Grahams The One-Eyed Man Is King: A Story of Winning. Hier stand der „shit storm“ für eine gefährliche, unkontrollierbare Situation. Eine weitere Verwendung findet sich in Norman Mailers im Zweiten Weltkrieg spielenden Roman Die Nackten und die Toten von 1948. Dort stand „shit storm“ für eine brenzlige Gefechtssituation; ebenso in dem Kriegsroman The Day the Century Ended von Francis Irby Gwaltney von 1955. Die beiden letzteren Romane thematisieren die Rückeroberung der Philippinen durch die US-Armee und schöpfen aus der eigenen Erfahrung der Autoren, die dort gedient hatten. Man kann dies als Indiz dafür sehen, dass das Wort Soldatenslang bei US-Soldaten in den 1940er Jahren war. In den 1960er Jahren taucht die Verwendung des Wortes zunehmend ohne militärischen Zusammenhang auf. In Ken Keseys Roman Einer flog über das Kuckucksnest bezeichnet das Wort allgemein chaotische Situationen. Im amerikanischen Englisch wird der Begriff seit den 1980er Jahren häufiger verwendet.
Eine der ersten Verwendungen in der deutschen Presse war möglicherweise 2006 ein Kommentar von John Irving, der in der Debatte über Günter Grass’ Zugehörigkeit zur Waffen-SS kritisch anmerkte, man könne „das nationalistische Geplapper in den deutschen Medien wohl als ‚shit storm‘ bezeichnen.“
Der Begriff wurde in Deutschland als Anglizismus des Jahres 2010 nominiert. Im Februar 2012 wurde er durch eine Jury und in einer Publikumswahl zum Anglizismus des Jahres 2011 ernannt. Als prägend für den angestiegenen Gebrauch wurde ein Vortrag des Bloggers Sascha Lobo auf der Web-2.0-Konferenz re:publica im April 2010 vermutet. Lobo gibt an, auf den Begriff erstmals 2009 in Blog-Kommentaren gestoßen zu sein. Er bedauerte später, zur Prägung des Anglizismus beigetragen zu haben.
Ab Dezember 2010 kam der Begriff auch in etablierten Printmedien häufiger vor und bezog sich in der Regel auf eine breitere Teilnahme am (teil)öffentlichen Diskurs, der in Web 2.0-Foren stattfindet und der unsachlich verläuft. „Shitstorm füllt eine lexikalische Lücke, die Mediendemokratie, Social Media und das Web 2.0 geschaffen haben“. Lobo sagte 2013 gegenüber der Schwäbischen Zeitung: „Heute wird jede kleine Empörungsäußerung als Shitstorm bezeichnet.“
Die Gesellschaft für deutsche Sprache wählte Netzhetze auf den sechsten Platz des deutschen Wort des Jahres 2012. Begründet wurde die Wahl als „deutsche Entsprechung zum in diesem Jahr viel gehörten und verübten intermedialen Shitstorm“ sowie der Hervorhebung ihrer negativen Bedeutung durch „partielle Reduplikation“ sowie „Kakophonie“. Der Grünen-Politiker Volker Beck prägte im November 2012 im deutschen Sprachraum das Antonym Candystorm (abgeleitet von Candy, deutsch: Süßigkeit, Bonbon) zum Ausdruck von Anerkennung. Vorher hatten sich hierfür im deutschsprachigen Netzjargon bereits die Begriffe Flauschstorm und Lovestorm etabliert. Das Sachbuch So You’ve Been Publicly Shamed (2015) des britischen Autors Jon Ronson erschien in der deutschen Übersetzung als In Shitgewittern in Anspielung auf Ernst Jüngers Buch In Stahlgewittern.
Als Bundeskanzlerin Angela Merkel den Begriff in einer englischsprachigen Rede im Jahr 2018 verwendete, drückten englischsprachige Journalisten ihre Verwunderung über die aus ihrer Sicht obszöne Bezeichnung aus.

## Beurteilung und Messung
Shitstorms sind inzwischen auch Objekt wissenschaftlicher Forschung. Salzborn (2015, neue Auflage 2017) untersuchte in seiner kommunikationswissenschaftlichen Doktorarbeit zum „Phänomen Shitstorm“ die grundlegenden Eigenschaften des Shitstorms und leitete daraus Handlungsempfehlungen für die Krisenkommunikation von Unternehmen ab. In einer ausführlichen Definition verwies er auf die Komplexität eines Shitstorms, die weit über die Ansammlung kritischer Kommentare hinausgeht, sondern die Summe der Eigenschaften und Einflüssen der involvierten Plattformen, Themen, Akteure sowie der Reaktionen der Betroffenen und der Berichterstattung über den Sturm sind (zur Definition siehe oben). Zugleich betonte er die subjektive Komponente des Shitstorms. So kann es vorkommen, dass der Adressat die Kritik nicht als Shitstorm auffasst, letztlich aber durch die Berichterstattung Dritter ein Shitstorm „zugewiesen“ ist. Salzborn unterscheidet damit zwischen echten und konstruierten Stürmen. Zugleich differenziert er klar zwischen Hatespeech und Shitstorms und definiert drei Typologien des Sturms:
1. Der plötzliche Sturm (tritt überraschend auf, kaum Möglichkeiten der Prävention, ist schnell wieder vorbei)
2. Die schwelende Empörung (Empörung baut sich im Vorfeld auf, Möglichkeiten der Prävention, verstärktes Interesse der Medien und Dritter)
3. Gesellschaftliche Pranger (Themen treffen auf allgemeines gesellschaftliches Interesse (Klimawandel, Tierschutz …), hohes Interesse bei den Medien, Sturm kann sich lange ziehen)

Shitstorms können dabei Teil einer Krise sein, sind aber nicht automatisch mit ihr gleichzusetzen. Entsprechend ist darauf zu achten, dass nicht „nur“ der Sturm bekämpft, sondern der kritische Gesamtkontext beachtet wird, denn einem Shitstorm kann auch sachliche Kritik zugrunde liegen.
Pfeffer u. a. (2013) erklären verschiedene Aspekte von Shitstorms („Online Firestorms“ im Englischen) mit sozialwissenschaftlichen und wirtschaftswissenschaftlichen Theorien. Die Entwicklung und Eigenschaften eines Shitstorms wurden von Barbara Schwede und Daniel Graf im Rahmen der Social-Media-Marketing-Konferenz 2012 auf einer Skala von null bis sechs kategorisiert. Ein Wert von 0 bedeutet „keine kritischen Rückmeldungen“ in sozialen Netzwerken und Medien, der Wert 6 steht für „ungebremster Schneeballeffekt mit aufgepeitschtem Publikum. Tonfall mehrheitlich aggressiv, beleidigend, bedrohend“ in sozialen Netzwerken und „Top-Thema in Online-Medien, intensive Berichterstattung in allen Medien“.
Zur Beurteilung der Schwere eines Shitstorms hat das Social-Media-Monitoring-Unternehmen Business Intelligence Group im Juni 2012 ein Analysemodell vorgestellt. Das („Shitstorm-Matrix“ genannte) Modell berücksichtigt drei Faktoren:
- das Ausmaß der „akuten Phase“ eines Shitstorms, gemessen an der Beitragsanzahl in Relation zur normalen Beitragsanzahl zur jeweiligen Organisation.
- die Persistenz (Dauerhaftigkeit) der Beiträge, die davon abhängt, auf welcher Plattform sie veröffentlicht wurden.
- die „site relevance“ (eine Kennzahl zwischen 0 und 100, die die Sichtbarkeit und Reichweite der Plattformen abbilden soll, auf denen die Beiträge erschienen sind).[23]

Björn Ivens, Nadine Kammerlander und Philipp Rauschnabel untersuchten im Jahr 2016 in einem Gemeinschaftsprojekt der University of Michigan, der Universität Bamberg und WHU 30 Shitstorms und zeigten, dass es sich dabei um eine neue Form von Markenkrisen handelt. Existierende Krisenkommunikationsmodelle, wie beispielsweise die Situational Crisis Communication Theory, sind den Ergebnissen zur Folge nur bedingt geeignet, Shitstorms zu erklären: so ist ein Kernunterschied zwischen Shitstorms und klassischen Krisen, dass Shitstorms auch durch operative Fehler im untersten Management oder außerhalb der Kommunikationsabteilungen entstehen können, während klassische Markenkrisen häufig vor allem durch Fehler im Top Management entstehen. Außerdem sind Inhalte der Kommunikation oft subjektiver und emotionaler. Allerdings zeigen die Autoren auch, dass es bestimmte „Amplifier“ gibt, welche die Shitstorm-Wahrscheinlichkeit und -Intensität erhöhen (z. B. falsche Reaktionen). Zudem erweisen sich Reaktionsstrategien, die bei klassischen Krisen durchaus möglich sind (wie beispielsweise Schweigen) bei Shitstorms als besonders ungünstig. Eine spezielle Shitstorm-Reaktionsstrategie ist das „Content Bumping“, bei dem Unternehmen versuchen, durch massig neue eigene Inhalte den Shitstorm auf einen hinteren Suchmaschinenrang zu verdrängen. Als Präventionsstrategien schlagen die Autoren neben einer transparenten Kommunikation ein cross-funktionales Social Media Management, Social Media Guidelines und ein kontinuierliches Social Media Monitoring vor.
Christian Salzborn erarbeitete in seiner Doktorarbeit zum Phänomen Shitstorm eine umfassende Definition, die die Komplexität der Empörung betont:
Unternehmens-Shitstorms sind komplexe, nicht planbare Prozesse mit klarer zeitlicher Begrenzung und ambivalenten Ausgang. Sie entstehen als Folge eines von einem eingrenzbaren Interessenskollektiv einzelner Nutzer oder Gruppen als Missstand empfundenen Themas (Themen), das in Verbindung mit einem auslösenden Element Reaktionen provoziert, die sich direkt gegen die Unternehmen wenden und durch plattformspezifisch überdurchschnittlich viele Beiträge gekennzeichnet sind. Diese werden überwiegend kritisch, teilweise losgelöst von sachlicher Kritik und Argumentation in kurzer Zeit durch die charakteristischen Kommunikationsmöglichkeiten der Social Media eingestellt, kommentiert sowie verbreitet und können durch die Berichterstattung Dritter eine zunehmende öffentliche Wahrnehmung erlangen.
Facebook hat einige Kontrollmöglichkeiten abgeschafft, die bis dahin dazu beitragen konnten, einen Diskussionsverlauf zu mäßigen. Dazu gehört z. B. die Abschaffung der Funktion für Administratoren, einen Kommentar auszublenden, ohne ihn zu löschen. Auch die Veränderung des EdgeRank-Algorithmus wird als begünstigender Faktor für Shitstorms angesehen, da kritische Kommentare dadurch häufiger im Newsticker angezeigt werden. In Österreich gab es im Juni 2024 ein Gerichtsurteil in letzter Instanz zugunsten des Opfers eines Shitstorms.

## Beispiele
Der Shitstorm ist ein Phänomen, das in der jüngeren Vergangenheit häufig in Erscheinung trat. Die betroffenen Unternehmen und Einzelpersonen sahen teilweise ihre Reputation bzw. ihr Image beschädigt.
- Die Umweltorganisation Greenpeace berichtete Anfang 2010, dass bei der Palmöl-Produktion für Nestlés Produkt KitKat Lebensräume von Orang-Utans zerstört würden und die Population dieser Affen dadurch gefährdet sei. Greenpeace startete eine Social-Media-Kampagne gegen Nestlé und KitKat und produzierte ein abschreckendes Video. Dass diese Kampagne zu einem Shitstorm wurde, lag unter anderem an Nestlé selbst. Durch das Abschalten von Fansites und das gerichtliche Durchsetzen eines Verbots des Videos setzte der sogenannte Streisand-Effekt ein. Das Video wurde mehrfach neu hochgeladen; die Kampagne gewann öffentliche Aufmerksamkeit.[31]
- Im Herbst 2010 wollte die Deutsche Bahn über ihre Facebook-Fansite das sogenannte „Chef-Ticket“ anbieten. Die Teilnehmer konnten sich für 25 € ein Ticket kaufen, mit dem man durch ganz Deutschland fahren konnte. Die Plattform wurde jedoch von den meisten Personen dafür genutzt, um ihrem Ärger über die Deutsche Bahn Luft zu machen. Der Verzicht auf sämtliche Kommunikation oder Mediation mit der Netzgemeinde verwandelte die Kritik in einen Shitstorm und bescherte der Deutschen Bahn ein Public-Relations-Debakel.[32]
- Die Spülmittel-Marke Pril erlebte im Frühling 2011 ein Online-PR-Debakel. Der Mutterkonzern Henkel hatte die Online-Community aufgerufen, kreative Design-Vorschläge einzusenden, die von der Netzgemeinschaft bewertet werden konnten und zukünftig die Pril-Flasche zieren sollten. Nach kurzer Zeit befanden sich fast ausschließlich absurde Vorschläge auf den ersten Plätzen. Nach einer Bereinigung der Ergebnisliste, die Henkel mit einer angeblichen Manipulation der Abstimmung erklärte, standen die vormaligen Design-Spitzenreiter auf hinteren Plätzen. Blogger äußerten sich erzürnt; um Henkel entstand ein Imageschaden.[33]
- Ein Shitstorm kann auch einzelne Personen treffen, wie die 13-jährige Rebecca Black. Die Eltern der US-Amerikanerin ließen 2011 für mehrere Tausend US-Dollar ein Musikvideo produzieren und stellten dieses auf YouTube ein. 44 Millionen Mal wurde das Video zum Song Friday innerhalb relativ kurzer Zeit angeklickt und mit zumeist negativen oder beleidigenden Kommentaren versehen. Trotz der schlechten Kritiken brachte diese öffentliche Wahrnehmung der Schülerin einen neuen Plattenvertrag ein; sie konnte so die popularitätsbildende Kritik der Netzgemeinschaft nutzen.[34]
- Am 17. Oktober 2012 strahlte RTL zur Hauptsendezeit um 20:15 Uhr die Sendung Christopher Posch – Ich kämpfe für Ihr Recht aus, in der ein Rechtsstreit zwischen dem Schlagersänger Michael Wendler und Sylvia und Nadine Simbeck thematisiert wurde. Noch während der Sendung wurde bei Facebook die Seite „100.000 Menschen die Michael Wendler scheiße finden“ ins Leben gerufen. Auf dem Höhepunkt des gegen Michael Wendler gerichteten Shitstorms gewann die Seite 300 Fans pro Minute.[35] Zwei Tage nach Ausstrahlung der Sendung zählte die Seite bereits über 230.000 Fans.[36] Dieser Shitstorm gilt als einer der schnellsten der deutschen Facebook-Geschichte und wurde von zahlreichen Medien aufgegriffen, die sich insbesondere kritisch mit der Haltung Wendlers auseinandersetzten.[37][38]
- Volkswagen versendet seit 2010 verstärkt Abmahnungen an Händler, die nach Meinung des Konzerns Markenschutzverletzungen begangen haben. Am 10. Oktober 2012 wurde erstmals eine Abmahnung an die privat betriebene Internetplattform doppel-wobber.de versendet. Die Proteste darüber fanden am 23. Oktober 2012 ihren bisherigen Höhepunkt mit einem Shitstorm auf der Facebookseite von Volkswagen Deutschland. Volkswagen hat bisher, wie bei den ersten zwei größeren Abmahnwellen zuvor, keine Stellungnahme veröffentlicht. Am 18. Dezember 2013 griff der Spiegel das ungelöste Problem der Volkswagen-Kunden und -Fans wieder auf und veröffentlichte einen Hintergrundbericht.[39][40][41][42][43][44][45]